# Засада (фильм, 1969, СССР)
«Засада» — художественный фильм о гражданской войне, снят режиссёром Геннадием Базаровым на киностудии «Киргизфильм» в 1969 году.
Премьера фильма состоялась 5 января 1970 года.

## Сюжет
В 1920-е годы в Киргизии ещё идёт гражданская война — орудуют банды басмачей. На одной из южных застав происходит цепь загадочных убийств и провокаций. Чекист Шпалов, присланный на заставу, чтобы разобраться в обстановке, направляется к басмачам отряда курбаши Бостонкула, чтобы убедить его сдаться. Ему удается уговорить басмачей, но по пути к месту сдачи в плен затаившийся в комендатуре враг устраивает засаду басмачам.

## В ролях
| Актёр                                 | Роль               |
| ------------------------------------- | ------------------ |
| Игорь Ледогоров                       | Шпалов             |
| Салават Исхаков                       | Бостонкул          |
| Владимир Балон                        | Ланской            |
| Афанасий Кочетков (🎤 Виктор Авдюшко) | помполит Пироженко |
| Николай Дупак                         | Архипов            |
| Медель Маниязов                       | Садыбаев           |
| Леонид Ясиновский                     | Буров              |
| Аширалы Боталиев                      | ишан               |
| Абдыашим Кобегенов                    |                    |
| М. Кыштыбаев                          |                    |
| Б. Каракеев                           | эпизод             |
| Т. Кулмухамбетов                      | эпизод             |
| Иван Кузнецов                         | эпизод             |